# 村松真貴子
村松 真貴子（むらまつ まきこ、19？？年6月12日 - ）は、フリーアナウンサー。

## 人物
東京都立神代高等学校、武蔵大学人文学部日本文化学科卒業。SBS静岡放送アナウンサーを経てフリーになり、以後NHKの番組を担当。

## 主な担当番組
- 1983年から4年間　NHKラジオ「NHKジャーナル」キャスター
- 1989年から3年間　NHKテレビ「イブニングネットワーク」キャスター
- 1992年から5年間　NHKテレビ「こんにちはいっと6けん」キャスター
- 1988年から11年間　NHKテレビ「きょうの料理」